# Слободан Милутиновић (професор)
Слободан Милутиновић (Зајечар, 12. август 1960) српски је универзитетски професор. Ради као професор на Факултету заштите на раду у Нишу.

## Биографија
Основну школу и гимназију је завршио у Нишу. Године 1984. завршио је Грађевински факултет у Нишу, смер високоградња.
Магистрирао је 1990. године са темом " Заштита радне средине конструкцијом оптималних светлосних отвора". Докторирао је 1993. године на тему " Утицај конструктивних елемената радних просторија на квалитет радне средине". Од 2004. године је редовни професор на Факултету заштите на раду у Нишу.

## Радно искуство
Од октобра 2006. до октобра 2007. године је радио као гостујући професор на Централноевропском универзитету у Будипешти (Мађарска) - Master of Environmental Sciences, Policy and Management(MESPOM), док је од септембра 2006. године и Тимлидер Радне групе за економско-социјална питања на изради Националне стратегије одрживог развоја Републике Србије (у организацији Програм за развој УН-а).

## Чланство у професионалним организацијама
Милутиновић Слободан је и члан неких организација које се тичу животне средине:
- Национални научни савет за заштиту животне средине Републике Србије, од 2007. године
- Earth Charter Local Community Advisory Committee www.earthcharter.org, од 2003. године
- Association of Environmental Engineering and Science Professors AEESP (www.aeesp.org), од 2003. године
- Urban Affairs Association UAA (www.udel.edu/uaa), од 2003. године
- European Association of Environmental and Resource

## Одабрана дела
- Милутиновић Слободан (1997), Заштита зграда од пожара,Ниш, факултет заштите на раду
- Милутиновић Слободан, Радосављевић Јасмина (1998), Индустријски објекти, Ниш, факултет заштите на раду
- Милутиновић Слободан (2003), Како иницирати Локалну Агенду 21 у мојој општини : основни водич за носиоце одлучивања, Београд, Стална конференција градова и општина
- Милутиновић Слободан (2004), Урбанизација и одрђиви развој, Ниш, Факултет заштите на раду
- зборник радова (2006) Локални одрживи развој : изазови планирања развоја на локалном нивоу (уредници Михајлов Анђелка, Милутиновић Слободан и др.), Београд, Стална конференција градова и општина
- Милутиновић Слободан (2006), Локална агенда 21 : увод у планирање одрживог развоја, београд, Стална конференција градова и општина
- Милутиновић Слободан (2011), Одрживо становање, Ниш, факултет заштите на раду
- Милутиновић Слободан (2012), Политике одрживог развоја, Ниш, факултет заштите на раду
- Milutinović, S., R. Laušević, J. Petersen-Perlman, M. Bartula, A. Solujić . Local Water Security Assessment for Improved Water Management in Selected Countries in the Middle East and North Africa (MENA) Region. . Szentendre, Hungary: Regional Environmental Center. 2016. ISBN 978-963-9638-70-9. Недостаје или је празан параметар |title= (помоћ) http://documents.rec.org/publications/Study_MENA.pdf Архивирано на веб-сајту  (5. фебруар 2021)
- Laušević, R. V. Vassilev, A. Kis, F. Abdulla, S. Milutinović . Water, Growth and Stability.Background document for the REC’s World Café 2016 at WWW2016. . Szentendre, Hungary: Regional Environmental Center. Hungary. 2016. ISBN 978-963-9638-71-6. Недостаје или је празан параметар |title= (помоћ) http://documents.rec.org/publications/WGSIni_background_paper_final.pdf Архивирано на веб-сајту  (29. јул 2017)